# Yildirimlia gracillima
Yildirimlia gracillima är en växtart som är ensam art i släktet Yildirimlia i familjen flockblommiga växter.
Arten är en ettårig ört som förekommer i sydöstra Turkiet. Den beskrevs först som Froriepia gracillima av Gerfried Horand Leute 1972, och fick sitt nu gällande namn av Aslı Doğru-Koca 2020.